# Лоро-парк
Лоро-парк (исп. Loro Parque или Парк попугаев) — один из самых значительных и посещаемых (40 млн человек за все время работы) зоопарков, расположенных на острове Тенерифе, близ города Пуэрто-де-ла-Крус. При покупке двойного билета (на посещение Парка попугаев и аквапарка Сиам-парк) производится снятие биометрических данных (отпечатки пальцев).

## История
Парк был основан в 1972 году близ города Пуэрто-де-ла-Крус на острове Тенерифе и первоначально располагался на площади 1,3 га, а коллекция попугаев насчитывала 150 видов (в настоящее время площадь парка составляет 13,5 га, а коллекция попугаев достигает 4 тысяч особей — это самая большая коллекция попугаев среди зоопарков мира).
Также парк обладает самым обширным в Европе дельфинарием, ежедневно устраивает шоу косаток (перед началом шоу с косатками действует камера поцелуев) и морских львов. В коллекции парка различные виды рыб, приматов, птиц и рептилий.

## Галерея

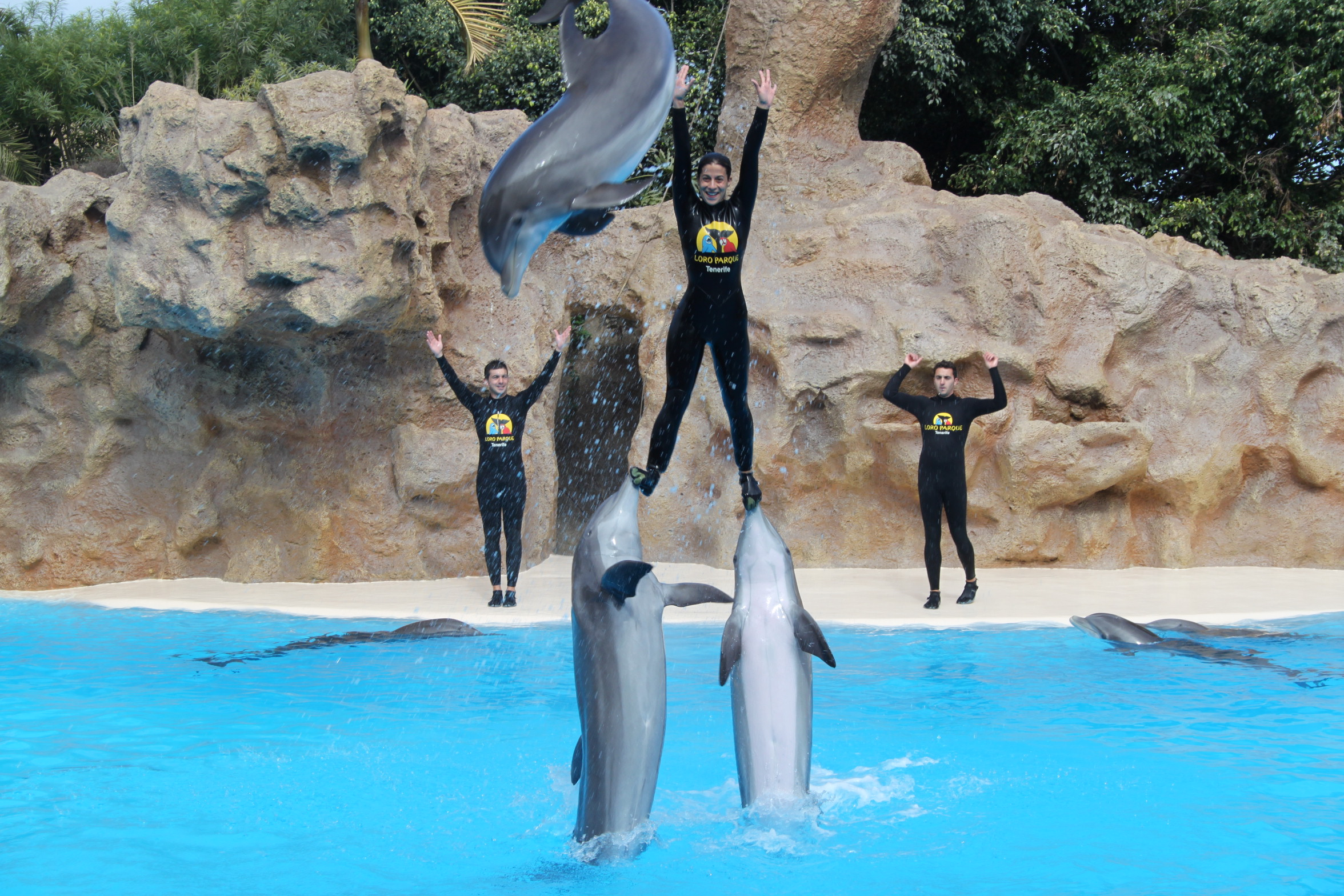
Шоу дельфинов в Лоро-парке
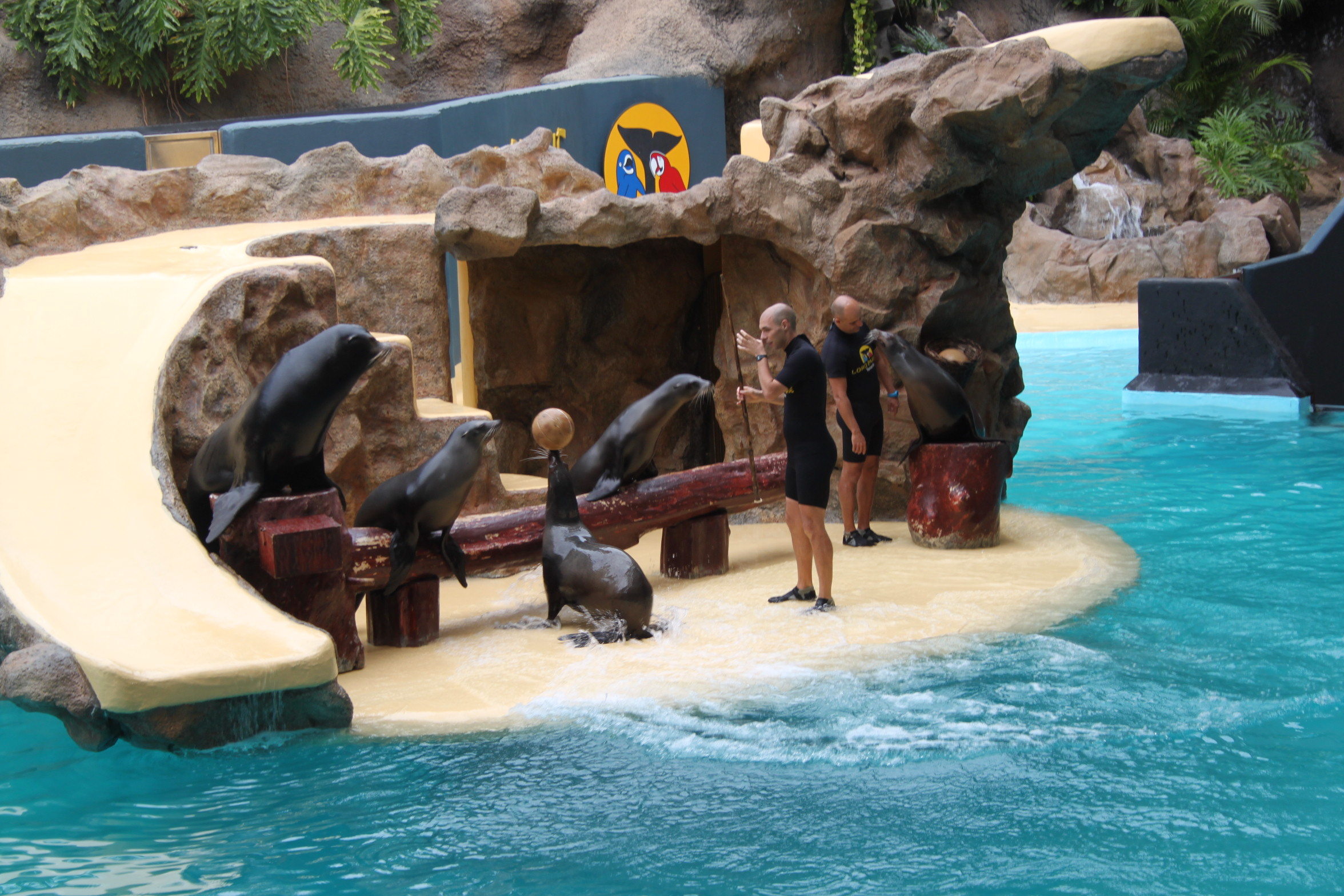
Шоу тюленей в Лоро-парке
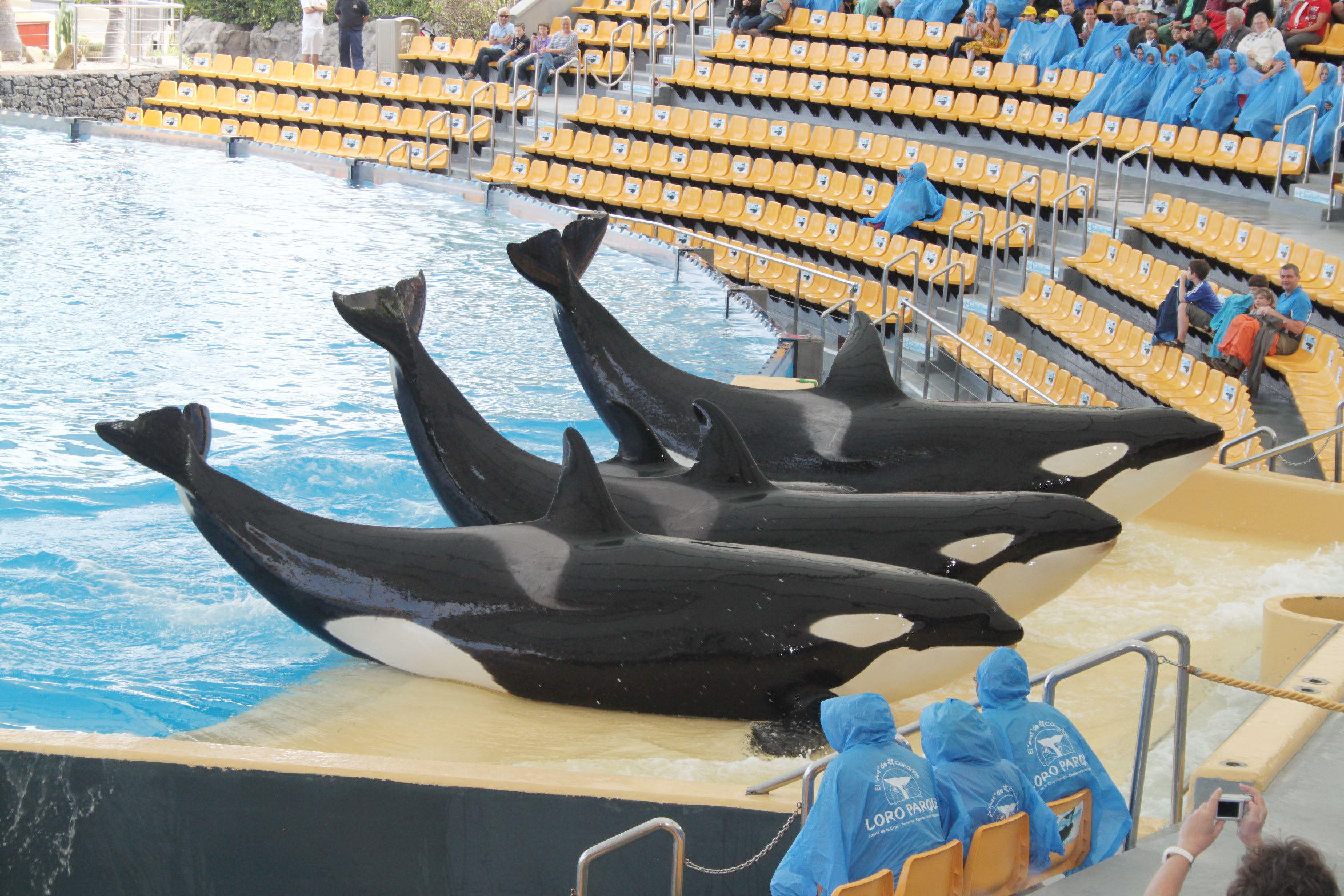
Шоу косаток в Лоро-парке